# Catedral de San Luis (Port Louis)
La Catedral de San Luis (en inglés: Cathedral of St. Louis; en francés: Cathédrale Saint-Louis de Port-Louis y en la lengua criolla local: Katedral Sin Lwi)  situado en Port Louis, capital del país africano de Mauricio, es la sede del obispo de la diócesis de Port Louis. Está situada en un lugar donde varias iglesias han tenido éxito: Entre 1752 y 1756, Jean-François Charpentier de Cossigny construyó un primer edificio, que pronto se desmoronaría, y luego fue afectado por un ciclón en 1760. Una nueva iglesia se desploma de nuevo el 9 de abril de 1773 a causa de otro ciclón. El resultado de una reconstrucción en 1782, para otro edificio pronto terminó en un colapso. Posteriormente, el edificio fue restaurado en 1814 por Sir Robert Townsend Farquhar, el primer gobernador Inglés, hasta que aparecieron los mismos problemas estructurales recurrentes en 1819. El obispo James (Jacques.) Leen será el encargado de reconstruir la estructura de 1930 a 1933, y se llevará a cabo una restauración final en 2007.